# Māris Kučinskis
Māris Kučinskis (Valmiera, 28 de noviembre de 1961) es un empresario y político letón miembro del Partido de Liepāja (LP). Fue primer ministro de Letonia desde el 11 de febrero de 2016 hasta el 23 de enero de 2019.
Economista formado en la Universidad de Letonia, trabajó en el servicio público y se unió al sector privado a principios de los años 1990. Logra su primer mandato local en 1994. Preside por segunda vez el consejo municipal de Valmiera, y ocupa igualmente la presidencia del consejo del distrito durante dos años.
En 2016 fue elegido para dirigir el ejecutivo letón tras la dimisión de Laimdota Straujuma.